# Martha Chávez
Martha Gladys Chávez Cossío de Ocampo (née le 16 janvier 1953 à Callao) est une avocate et une personnalité politique péruvienne. Présidente du parti Nueva Mayoría et dirigeante de Alianza Sí Cumple, elle est avec Luz Salgado et Martha Hildebrandt (en), une dirigeante fujimoriste.

## Biographie
Martha Chávez a été la première femme à présider une chambre parlementaire en Amérique latine, en devenant la présidente du Congrès de la République du Pérou, suivie par Martha Hildebrandt (en).
Elle a été candidate à la présidence aux élections générales de 2006.
Elle dirige le groupe parlementaire du parti Force populaire à l'issue des élections législatives de 2020.